# Abraxas sparsatavarleyata
Abraxas sparsatavarleyata là một loài bướm đêm trong họ Geometridae.